# Mycobacterium conceptionense
Mycobacterium conceptionense es una micobacteria no pigmentada de crecimiento rápido aislada por primera vez en el fluido de heridas , tejido de biopsia de hueso y en tejido cutáneo de una mujer de 31 años que sufrió un accidente con fractura abierta de tibia y estancia prolongada en un río. El nombre de conceptionense proviene del  Hôspital de la Conception de Marsella Francia, el hospital donde fue aislada por primera vez.Se propone como una nueva sp. del grupo de Mycobacterium fortuitum.